# Franz Fiedler
Franz Josef Fiedler född 15 februari 1902 i Spandau, Tyskland, död 6 oktober 1965 i Berlin, Västtyskland, var en tysk skådespelare och regissör. Han var gift med skådespelerskan  Ruth Hoffmann och far till skådespelaren Christian Fiedler.

## Filmografi (urval)
- 1942 - Den store segraren
- 1931 - Kadetten

## Regi i urval
- 1953 - Der Verzauberte Königssohn
- 1944 - Der Kleine Muck